# Encephalartos whitelockii
Encephalartos whitelockii es una especie de Cycadopsida del género Encephalartos, de la familia Zamiaceae, del orden Cycadales.

## Distribución
Encephalartos whitelockii se distribuye por Uganda (Western).

## Taxonomía
Fue descrita científicamente por P.J.H.Hurter. Fue publicado por primera vez en P.J.H.Hurter. In: Phytologia 78(6): 410-411, fig. 3. (1995).